# エイサ・サーストン

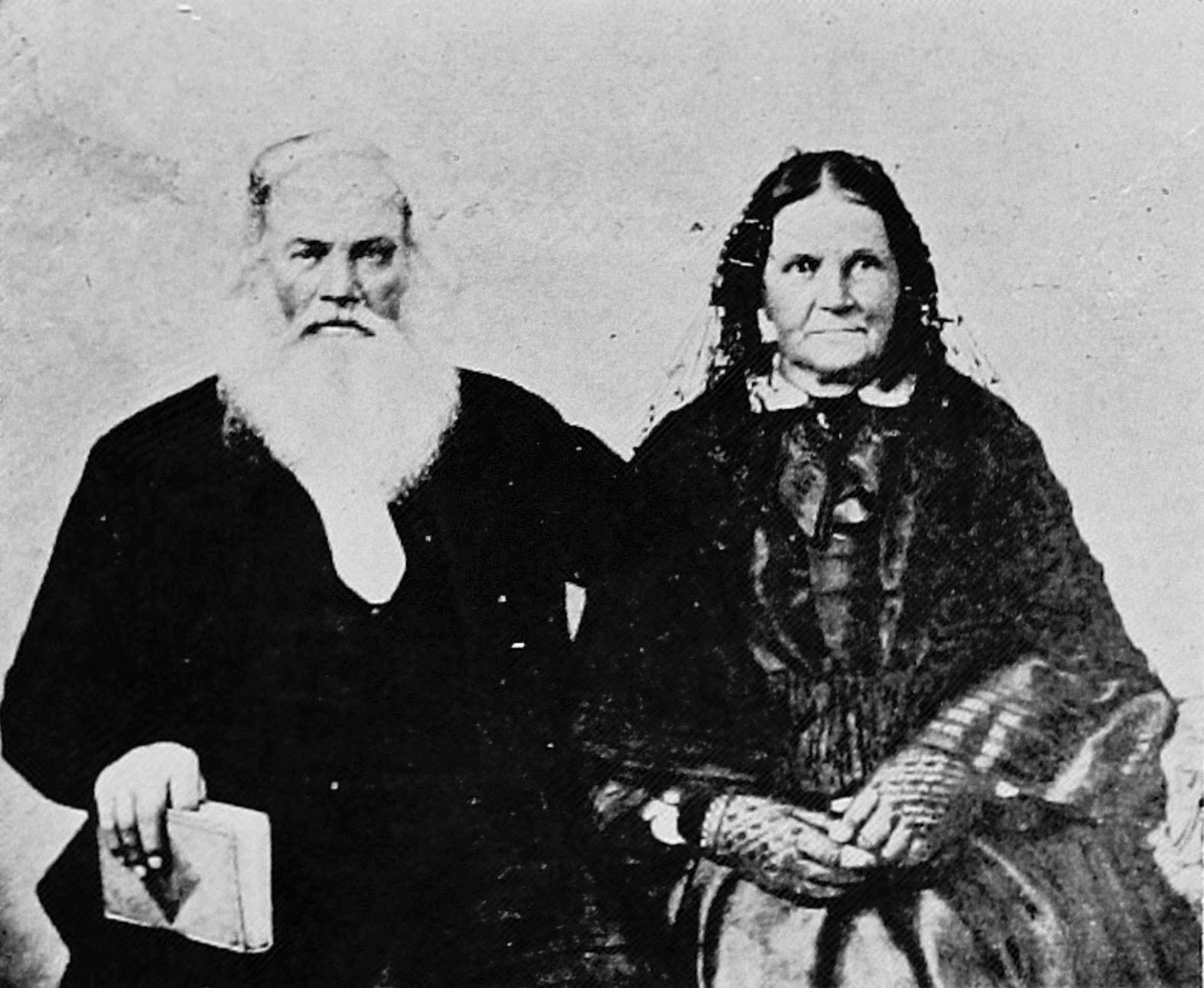
エイサ・サーストンと妻ルーシー

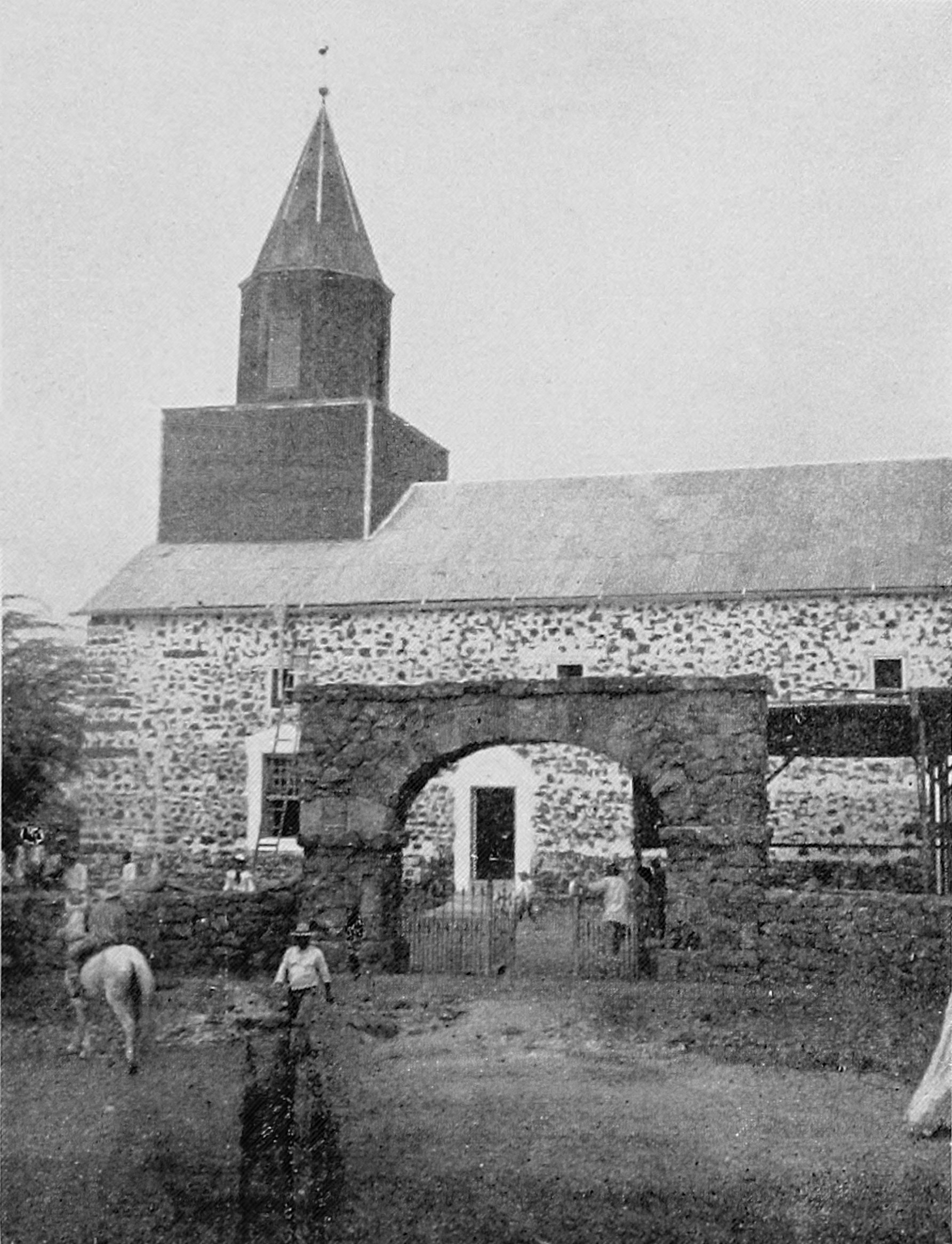
エイサ・サーストンが創設したモクアイカウア教会（1900年の写真）

エイサ・サーストン（英語: Asa Thurston、1787年10月12日 - 1868年3月11日）と妻のルーシー・グッデイル・サーストン（英語: Lucy Goodale Thurston）は、アメリカ合衆国からハイラム・ビンガムらと共にハワイ王国へ行き、初めてキリスト教を伝えた宣教師である。

## エイサ・サーストン
エイサ・サーストンはマサチューセッツ州フィッチバーグ生まれで、両親はトマス・サーストンとリディア（Lydia (Davis) and Thomas Thurston）であった。22歳までは鎌など農具作りの職人であったが、1816年にイェール大学を卒業して、1819年にアメリカ会衆派のアンドーヴァー神学校を出ている。
1820年にルーシー・グッデイルと結婚して、神学校同窓のハイラム・ビンガムなどと共に会衆派教会から選ばれて、アメリカン・ボードの宣教師としてハワイ王国へ渡った。ビンガムはハワイではじめてのキリスト教教会である「モクアイカウア教会」をハワイ島カイルア・コナに建て、後にオアフ島ホノルルに「カワイアハオ教会」を建てた。
サーストン夫妻は数年間故郷のニューイングランドとカリフォルニアへ旅行した以外は、ハワイに留まり、ハワイでキリスト教化に尽くした。
サーストンはハワイ島をくまなく回った。ハワイ火山国立公園にあるサーストン溶岩洞（Thurston Lava Tube）は彼の名前からきている。
晩年病気になってホノルルで亡くなった。

### ハワイ語訳聖書
サーストンはビンガムや他の協力者たちと『キリスト教聖書』全書（新約聖書・旧約聖書）をハワイ語へ翻訳した。四福音書が1828年に翻訳され、残りの新約聖書は1832年、旧約聖書は1839年に翻訳された。1868年には改訂されている。最近の研究では、翻訳の原稿はサーストンが全体の25％、ビンガムが20％（全体の作業まとめも行った）、その後ホノルルへ宣教師として来たアーテマス・ビショップ（Artemas Bishop）が14％（最初の改訂も）、残りは数人で行ったといわれる。

## ルーシー・グッデイル・サーストン
ルーシー・グッデイルはマサチューセッツ州マールボロに、父は教会執事を務めたアブナー・グッデイル（Abnor Goodale）である。ブラッドフォード・アカデミー（Bradford Academy）を卒業して、学校教師を勤めた。エイサ・サーストンと結婚して、ハワイ王国へ赴き、彼を助け、ハワイ先住民の教育などにも尽くして、そこで亡くなっている。

## 子孫
サーストン夫妻の子孫はハワイとアメリカで様々に活躍した。曾孫のローリン・サーストン（Lorrin A. Thurston、1857年 – 1931年）は1893年のハワイ王朝転覆（Overthrow of the Kingdom of Hawaii）に加担している。